# 野艾蒿
野艾蒿（学名：Artemisia lavandulaefolia）是菊科蒿属的植物。分布在蒙古、朝鲜、俄罗斯、日本以及中国大陆的广东、贵州、江西、山西、湖北、四川、云南、河南、黑龙江、湖南、甘肃、江苏、辽宁、安徽、山东、内蒙古、广西、河北、吉林等地，生长于海拔300米至2,650米的地区，多生长在山谷、灌丛、林缘、草地、低、山坡、中海拔地区的路旁和河湖滨草地等，目前尚未由人工引种栽培。

## 别名
荫地蒿（内蒙古植物志），野艾（俗称），小叶艾、狭叶艾（河北），艾叶（江苏），苦艾（广西），陈艾（四川），“色古得尔音-沙里尔日”、“哲尔日格-荽哈”（蒙语名）

## 异名
- Artemisia codonocephala Diels
- Artemisia umbrosa (Bess.) Turcz. ex DC.

## 延伸阅读
[在维基数据编辑]
 《植物名實圖考·野艾蒿》，出自吳其濬《植物名實圖考》